# Рейс, Кали
Кали Рейс (англ. Kali Reis; родилась 24 августа 1986, Провиденс, Род-Айленд, США) — американская актриса и профессиональный боксёр. Чемпионка мира в двух весовых категориях, обладательница титула WBA среди женщин в полусреднем весе с 2020 года, титулов WBO и IBO среди женщин в полусреднем весе с 2021 года, титула WBC среди женщин в среднем весе в 2016 году. В 2018 году она бросила вызов Сесилии Брекхус в борьбе за титул чемпиона мира среди женщин в полусреднем весе.
С 2021 года Рейс снимается в кино: она сыграла главную роль в картине «Заложница: Найти пропавшую» (2021) и была номинирована на премию «Независимый дух» за лучшую женскую роль, в 2022 году присоединилась к касту четвёртого сезона телесериала «Настоящий детектив» (вышел на экраны в 2024 году). За роль Эванджелин Наварро Рейс получила номинации на премии «Эмми», «Золотой глобус» и «Выбор критиков».
Рейс состоит в браке с Брайаном Коэном, в прошлом — профессиональным боксёром.
Фильмография
| Год       |   | Русское название                  | Оригинальное название         | Роль               |
| --------- | - | --------------------------------- | ----------------------------- | ------------------ |
| 2021      | ф | Заложница: Найти пропавшую        | Catch the Fair One            | Кейли              |
| 2023      | ф | Асфальтовые джунгли               | Asphalt City                  | Ниа                |
| 2024—2024 | с | Настоящий детектив: Ночная страна | True Detective: Night Country | Эванджелин Наварро |
| 2026      | ф | Милосердие                        | Mercy                         | TBA                |
| TBA       | ф | Ветренная река. Новая глава       | Wind River: The Next Chapter  | TBA                |
| TBA       | с | 12 12 12                          | 12 12 12                      | TBA                |